# Трали
Трали (англ. Tralee; ирл. Trá Lí) — (малый) город в Ирландии, административный центр графства Керри (провинция Манстер), а также его крупнейший город. Расположен на юго-западе страны на берегу Атлантического океана. Население — около 22 тыс. человек.

## История

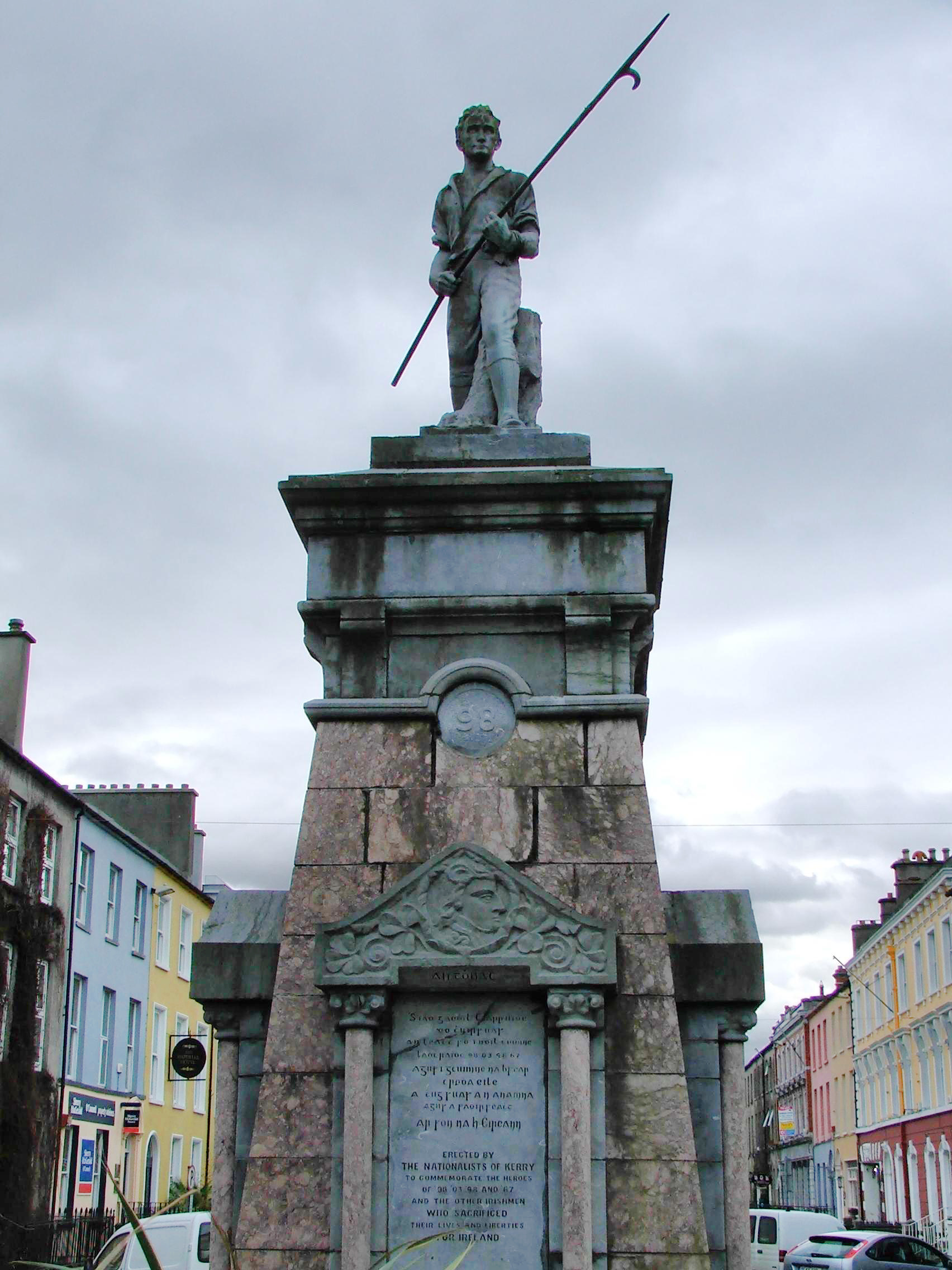
Копейщик. Памятник погибшим в восстании 1798 года.

Трали был основан в XIII веке в болотистом месте с большим количеством мелких речушек, впадающих в одноимённый залив. Город расположился рядом с античной дорогой, недалеко от которой находится большой валун — Могила Скотиа. По преданию, здесь была захоронена дочь египетского фараона. Норманны, основавшие город, сделали Трали столицей правителей Десмонда и построили на этих землях замок. Однако, в 1580 году город сожгли англичане, в отместку за восстание против королевы Елизаветы I. В 1613 году, согласно Королевской хартии, Трали был передан во владение сэру Эдварду Денни.
Свой современный облик город получил в XIX веке. На месте старого замка была проложена улица Денни, возведено здание суда, установлены памятники погибшим в Крымской войне (1854—1856), Индийском (1857) и Ирландском (1798) восстаниях. В конце улицы сооружён мемориальный зал в честь Томаса Аша, участника Пасхального восстания (1916). Одной из центральных построек Трали является Доминиканская церковь Святого Креста, построенная в готическом стиле.
Во время войны за независимость от Англии и гражданской войны, город стал местом вооружённых столкновений. В ноябре 1920 года в отместку за похищение и убийство двух полицейских, Трали был осажден ирландскими союзниками Англии. В течение недели они застрелили трёх местных жителей, при этом данный инцидент приобрёл широкую международную огласку. В августе 1922 года войска Ирландского Свободного государства высадились около порта Фенит и атаковали гарнизон Трали. Однако, несмотря на поражение защитников города, в окрестностях Трали до марта 1923 года продолжали действовать партизаны.

## Экономика

### Транспорт

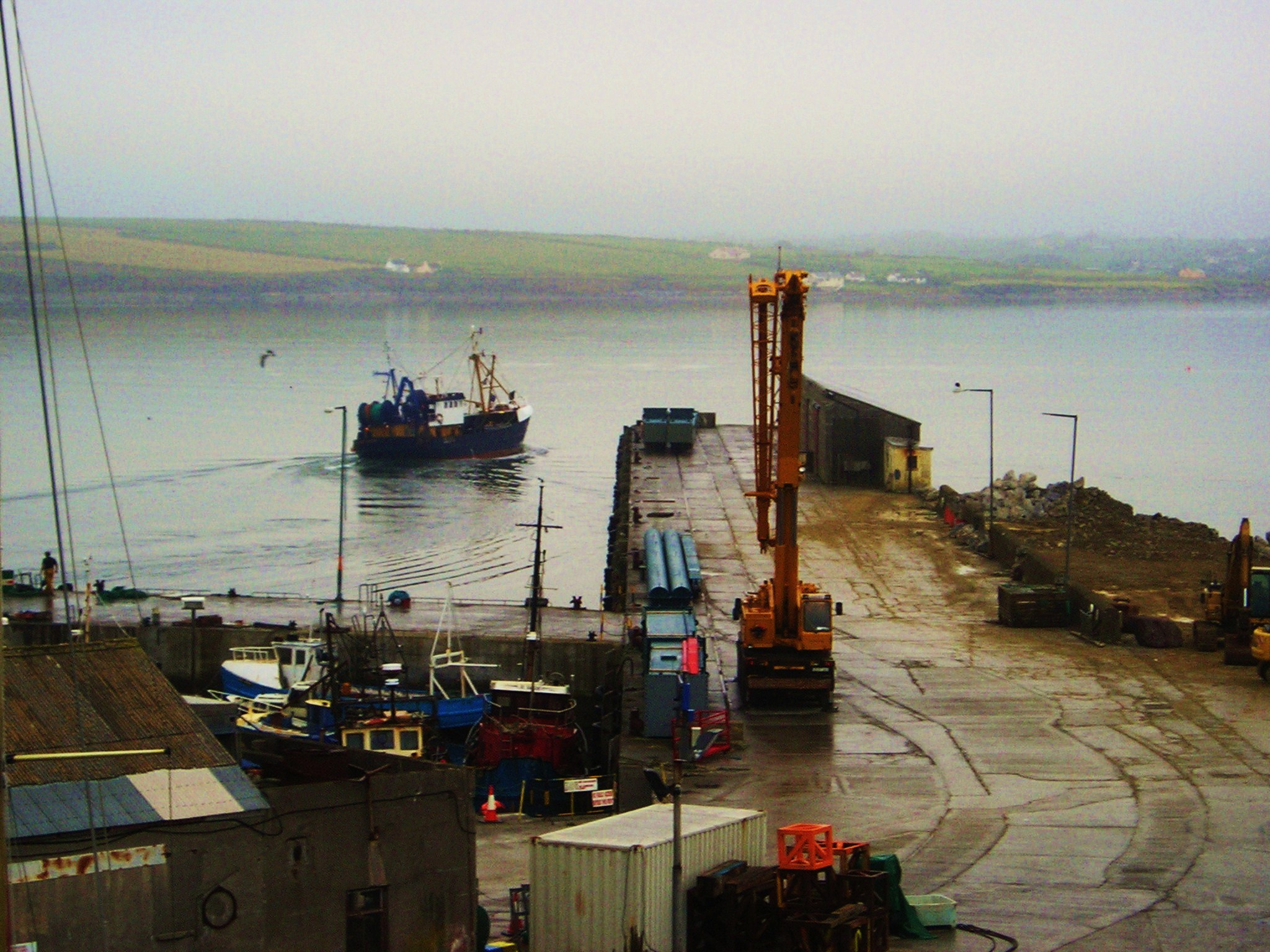
Порт Фенит, в 10 км от Трали.

Через Трали проходит несколько шоссе национального значения — N21 и N69 (Лимерик — Трали); N22 (Корк — Трали); N86 (Трали — Дингл) и N70 («Кольцо Керри»). Дорога регионального значения R556 идёт на север до города Баллибанион. В 2007 году в Трали был построен новый автовокзал, обеспечивший транспортную связь с Дублином, Лимериком, Голуэем, Корком, Килларни и Динглом.
С городского вокзала идут поезда в Килларни, Корк и Дублин. Железнодорожные маршруты обслуживаются компанией Iarnrod Eireann. В пригороде Трали — Фарранфоре, расположен международный аэропорт, который связан воздушным путём с такими городами как Дублин, Лондон, Манчестер, Лорьян, Франкфурт.
Морское сообщение осуществляется из порта Фенит, находящегося в 10 км к западу от Трали. Здесь обслуживаются суда водоизмещением до 17 тысяч тонн и обслуживаются рыболовецкие шхуны.

### Туризм

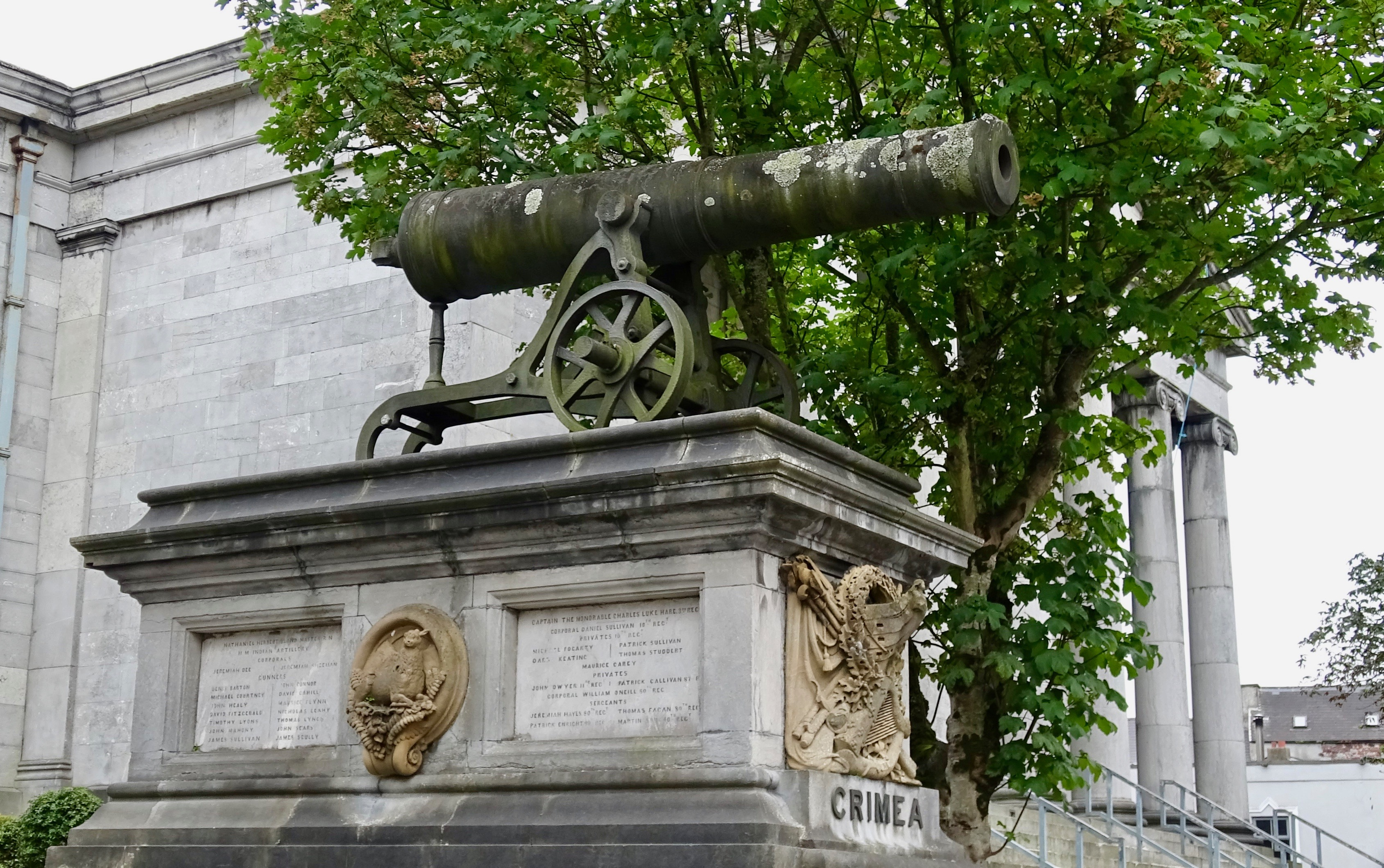
Одна из двух российский трофейных пушек, установленных в Трали у здания суда, с надписью: "В память о земляках из Керри, погибших на службе Родине в войнах в России, Индии и Китае 1854 - 1856"

Трали является одним из крупнейших туристических центров Ирландии. В течение последних лет в инфраструктуру рекреации были направлены инвестиции в сумме € 55 млн. Гостей города привлекают архитектурные памятники и культурные учреждения — национальный театр «Siamsa Tire», музей Керри, Бленнервильская мельница, Аквадом, форт Кейземент, памятник Святому Брендану и т. д. В окрестностях Трали находится множество археологических памятников.
Кроме инфраструктуры и достопримечательностей, в городе регулярно проводится традиционный музыкальный фестиваль «Роза Трали», где участники со всей Ирландии, соревнуются в мастерстве исполнения национальных песен и баллад.

## Наука и образование
Как и в большинстве городов Ирландии, учебные заведения в Трали принадлежат католической церкви. Исключение составляет Tralee Educate Together, которая является светской школой.
Начальное образование предоставляют: Tralee Educate Together, CBS, St Mary’s, Presentation, St John’s, Holy Family, Gaelscoil Mhic Easmainn, и St Ita’s & St Joseph’s.
Начальное:
Учреждения среднего образования: St Mary’s CBS, Tralee Community College, Mercy Secondary School, Gaelcholáiste Chiarraí, Presentation Secondary School и Brookfield College.
Единственным городским вузом является Технологический институт.

## СМИ

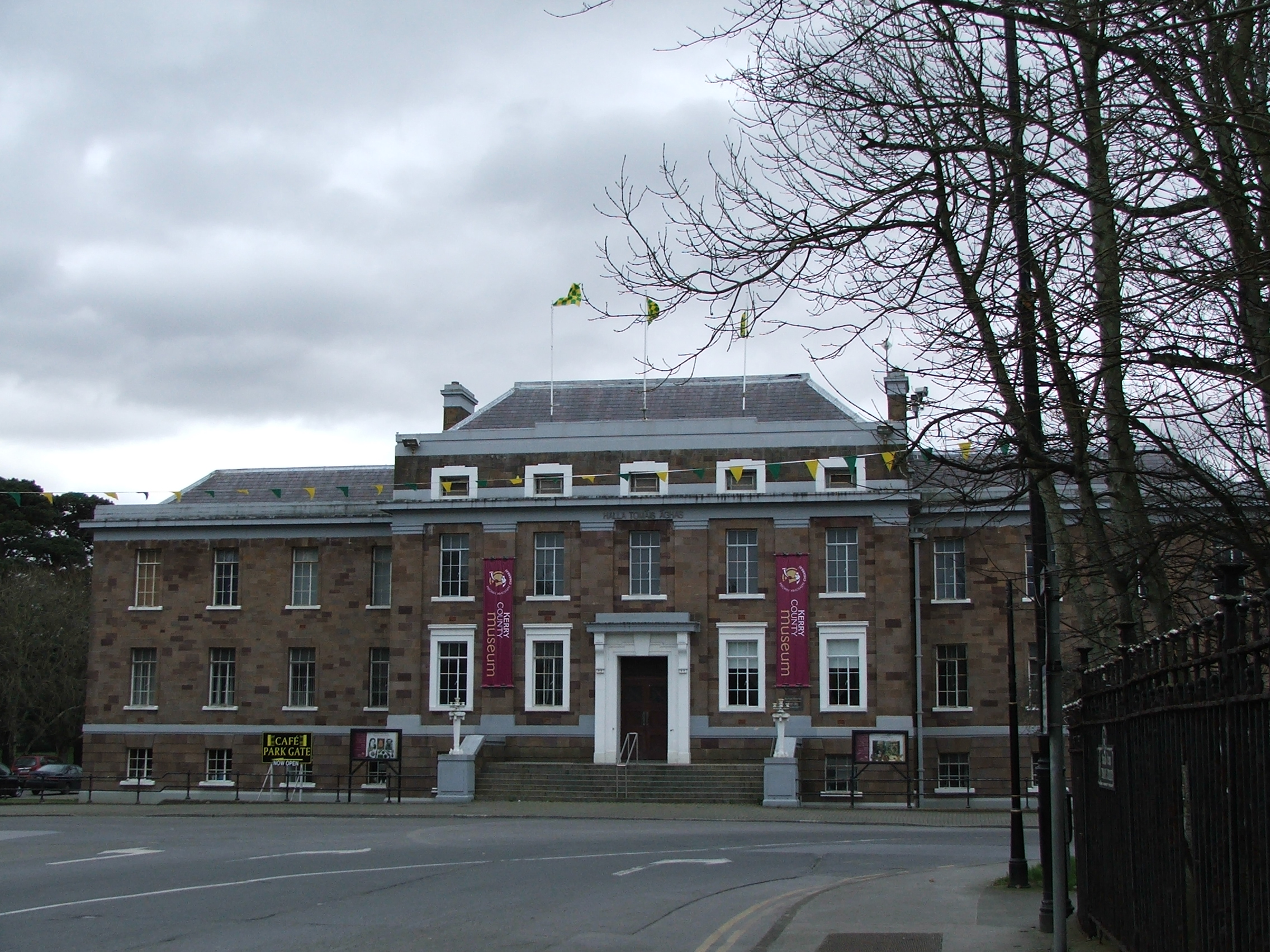
Мемориал Томаса Аша

В городе выходит несколько газет и журналов: Kerry’s Eye, The Kerryman, The Kingdom и Tralee Times. Также здесь работает местная радиостанция Radio Kerry.

## Известные жители Трали
- Святой Брендан (ок. 484—578) — монашеский святой, мореплаватель.
- Роберт Д. Фицджеральд (1830—1892) — орнитолог, ботаник и поэт.
- Патрик Денис О`Доннелл (1922—2005) — военный историк, писатель, миротворец, командующий силами обороны Ирландии.

## Города-побратимы
У Трали имеется город-побратим —  Комптон, штат Калифорния.

## Демография
Население — 22 744 человека (по переписи 2006 года). В 2002 году население составляло 21 987 человек. При этом, население внутри городской черты (legal area) было 20 288, население пригородов (environs) — 2456.
Данные переписи 2006 года:
| Общие демографические показатели |               |                               |                               |       |       |
| Всё население                    | Всё население | Изменения населения 2002—2006 | Изменения населения 2002—2006 | 2006  | 2006  |
| 2002                             | 2006          | чел.                          | %                             | муж.  | жен.  |
| 21 987                           | 22 744        | 757                           | 3,4                           | 11039 | 11705 |

В нижеприводимых таблицах сумма всех ответов (столбец «сумма»), как правило, меньше общего населения населённого пункта (столбец «2006»).
| Религия (Тема 2 — 5 : Число людей по религиям, 2006) |             |                |             |            |        |        |
| Католики, чел.                                       | Католики, % | Другая религия | Без религии | не указано | сумма  | 2006   |
| 19 320                                               | 84,9        | 1800           | 831         | 793        | 22 744 | 22 744 |

|                                      |            |              |       |        |        |            |        |        | Этно-расовый состав (Этничность. Тема 2 — 3 : Постоянное население по этническому или культурному происхождению, 2006) |
| Белые ирландцы                       | Лухт-шулта | Другие белые | Негры | Азиаты | Другие | Не указано | сумма  | 2006   | |
| 18 279                               | 260        | 1798         | 445   | 332    | 461    | 774        | 22 349 | 22 744 | |
| Доля от всех отвечавших на вопрос, % |            |              |       |        |        |            |        |        | |
| 81,8                                 | 1,2        | 8,0          | 2,0   | 1,5    | 2,1    | 3,5        | 100    | 98,31  | |

1 — доля отвечавших на вопрос о языке от всего населения.
| Владение ирландским языком (Тема 3 — 1 : Число людей от 3 лет и старше по способности говорить по-ирландски, 2006) |        |            |        |        |
| Владеете ли Вы ирландским языком?                                                                                  |        |            |        |        |
| Да | Нет    | Не указано | сумма  | 2006   |
| 8991 | 11 823 | 932        | 21 746 | 22 744 |
| Доля от всех отвечавших на вопрос о языке, %                                                                       |        |            |        |        |
| 41,3 | 54,4   | 4,3        | 100    | 95,61  |

1 — доля отвечавших на вопрос о языке от всего населения.
| Использование ирландского языка (Тема 3 — 2 : Говорящие по-ирландски от 3 лет и старше по частоте использования ирландского языка, 2006) |                                                            |                                               |                                               |                                               |                                               |                                               |       |                                     |        |
| Как часто и где Вы говорите по-ирландски?                                                                                                |                                                            |                                               |                                               |                                               |                                               |                                               |       |                                     |        |
| ежедневно, только в образовательных учреждениях                                                                                          | ежедневно, как в образовательных учреждениях, так и вне их | в других местах (вне образовательной системы) | в других местах (вне образовательной системы) | в других местах (вне образовательной системы) | в других местах (вне образовательной системы) | в других местах (вне образовательной системы) | сумма | всего, отвечавших на вопрос о языке | 2006   |
| ежедневно, только в образовательных учреждениях                                                                                          | ежедневно, как в образовательных учреждениях, так и вне их | ежедневно                                     | каждую неделю                                 | реже                                          | никогда                                       | не указано                                    | сумма | всего, отвечавших на вопрос о языке | 2006   |
| 2342 | 204                                                        | 268                                           | 611                                           | 3405                                          | 2001                                          | 160                                           | 8991  | 21 746                              | 22 744 |
| Доля от всех отвечавших на вопрос о языке, %                                                                                             |                                                            |                                               |                                               |                                               |                                               |                                               |       |                                     |        |
| 10,8 | 0,9                                                        | 1,2                                           | 2,8                                           | 15,7                                          | 9,2                                           | 0,7                                           | 41,3  | 100                                 |        |

| Типы частных жилищ (Тема 6 — 1(a) : Число частных домовладений по типу размещения, 2006) |          |         |                 |            |       |        |
| Отдельный дом                                                                            | Квартира | Комната | Переносные дома | не указано | сумма | 2006   |
| 7167                                                                                     | 799      | 59      | 18              | 267        | 8310  | 22 744 |